# لويس الرزق
لوبس الرزق ( 1936 - 1999 م), شاعر سوري من بلدة خبب من أعمال حوران.
يعتبر شعر لويس الرزق ذو طابع فلسفي بصبغة إغريقية وهذا واضح من خلال كتابته وإسلوبه الشعري .

## حياته
ولد في بلدة خبب وتابع دراسته فيها. وبعد حصوله على الشهادة الثانوية انتقل لمتابعة دراسته في مصر واختص في مادة اللغة العربية وبعد نهاية الدراسة الجامعية عاد لوطنه سوريا وأصبح مُدرّسا لمادة اللغة العربية في مدارس محافظة درعا. 
لقد كان الشاعر ذو احساس مرهف مشجع للحياة بمعطياتها للأمل , ولكن بعد وفاة ابنه الثاني الطبيب جان أصبحت حياة الشاعر تعيش بين بؤس وألم فراق
الابن وقد ألّف الشاعر ديوان شعر عن ابنه جان سماه مارد النرجس أغفى..
إلى جانب تدريسه اللغة العربية كان يكتب الشعر وصدر له أكثر من ديوان وكان أهمها ملحمته الشعرية آرا الجميل التي وضع مقدمتها الشاعر اللبناني سعيد عقل وهي تتكلم عن ملكة عظمتها الأساطير الشرق أوسطية والتاريخ ! تحب أميراً تقوله قلب الصبح. إلا أن الأمير يجرح كبريائها باختياره واحدة أخرى.. يسلسل لويس الرزق الأحداث في الملحمة بطريقة فلسفية أسطورية ملتحمة بالواقع للحدث !
شاعر ذو نفس ملحمي، فقد كتب العديد من الملاحم الشعرية، وله ديوان في الرثاء كتبه إثر وفاة ابنه الطبيب جان معبرًا من خلاله عن ضراوة الموت وتوحشه، فهو قرين للإنسان، يولد مع كل مولود، ويسعى جادًا إلى هتك بهاء هذا الإنسان. وما بين الحياة والموت يتفجر القلق وتشتد الحيرة لديه، فالبهجة - فيما يرى - دائمًا تشرب آثار الدموع. كتب الشعر على الطريقتين: تلك التي تلتزم عمود الشعر، وما يطلق عليه شعر التفعيلة، وهو في كلا الاتجاهين يمتلك لغة مواتية، وخيالاً طليقًا، والتزامًا بأبحر الشعر المتوارثة.

## أعماله
- له ديوان «مارد الزئبق أغفى» - دار المجد للطباعة والنشر - دمشق 1997. (في رثاء ولده الطبيب «جان»)، بالإضافة إلى العديد من القصائد المخطوطة، وله عدد من الملاحم الشعرية المطبوعة والمخطوطة: ملحمة: «آرا الجميل» - دمشق 1967. (تحكي قصة حب خائب، تفضي إلى حرب مدمرة، وقد أحدثت هذه الملحمة إبان صدورها ردود فعل متباينة، وكُتِبَ حولها العديدُ من المقالات)، و«التدمرية»، وهي ملحمة تاريخية - مخطوطة، و«عندما تصبح الأرض كالدلدال»، وهي ملحمة فلسفية - مخطوطة، و«الفداء الأكبر»، وهي ملحمة شعرية دينية حول فداء المسيح - مخطوطة.
آرا الجميل
مارد النرجس أغفى
باقة ورد
بيض وسود
على أيّة حال..
كتائب آشور
شدت قصائده بخيط من السرد
الأعمال الأخرى:
له مسرحيتان مخطوطتان هما: «بلاغ رقم واحد»، و«المطران كبوشي وصراعه مع إسرائيل».
توفي الشاعر في بلدته خبب ولكنه ترك فراغا بين الأدب المعبر وخصوصا في بلده سوريا .